# 川越真由
川越真由（かわごえ まゆ、本名岸真由 1979年- ）は、大阪府出身の元卓球選手。四天王寺高校からミキハウス、健勝苑に所属した。現在明誠高等学校女子監督を務めている。2001年に大阪で行われた第46回世界卓球選手権で武田明子とのペアで24年ぶりの銅メダルを獲得した。
夫は元女子ジュニアナショナルチーム監督務めた岸卓臣。

## 経歴
シングルスでは1993年の全国中学校卓球大会、1995年の全日本卓球選手権大会ジュニアの部で優勝、ダブルスでは辻本理恵とのペアで全日本カデットの部で優勝、武田明子とのペアで1995年の全日本カデットの部、1995年から1997年のインターハイで3連覇を達成した。
四天王寺高校を卒業しミキハウスに所属したが恵まれた環境からモチベーションがあがらず高島規郎のアドバイスを受けて健勝苑に移籍しレジスタード・プロとなった。
2000年のITTFプロツアーグランドファイナルに坂田倫子が引退したため坂田、内藤和子ペアの代わりに出場し準優勝した。そして2001年の世界卓球選手権でも武田明子とのペアで準決勝で朴海晶・金武校組に敗れたが銅メダルを獲得している。

## 関連書籍
- 卓球王国 2001年8月号 武田明子&川越真由「銅メダルという道標」